# Verdasio
Verdasio ist ein kleines Bergdorf im Centovalli. Seit dem 1. Oktober 2009 gehört es zur gleichnamigen Tessiner Gemeinde.

## Geographie
Der Ort liegt auf 711 m ü. M. und hat noch gegen zwanzig permanente Einwohner (2007). Das Dorf ist ein beliebtes Ausflugsziel für Wanderer. Unterhalb des Dorfes liegt eine Station der Centovallibahn.

Verdasio, historisches Luftbild von Werner Friedli (1953)

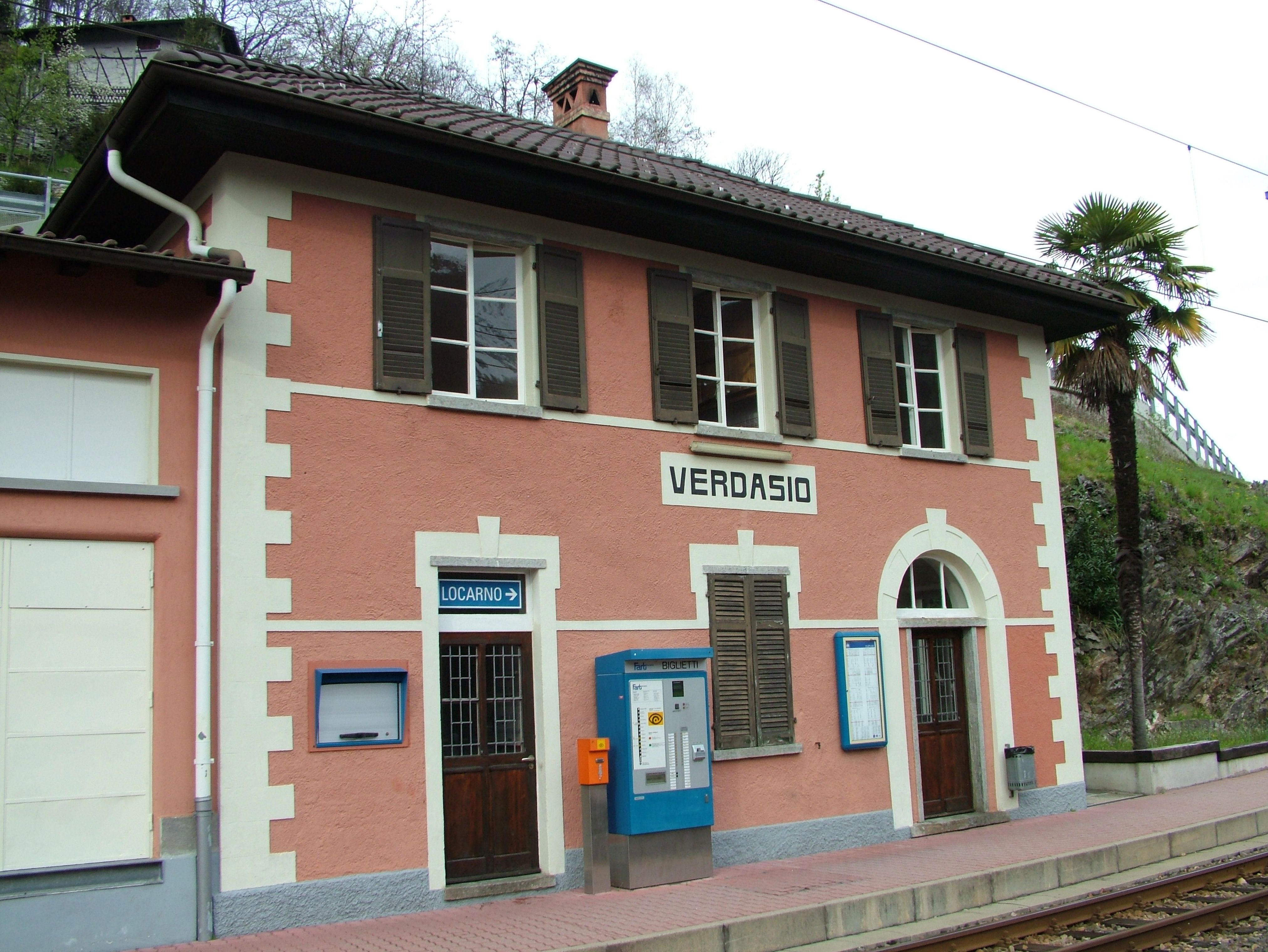
Der Bahnhof an der Centrovalli-Bahn

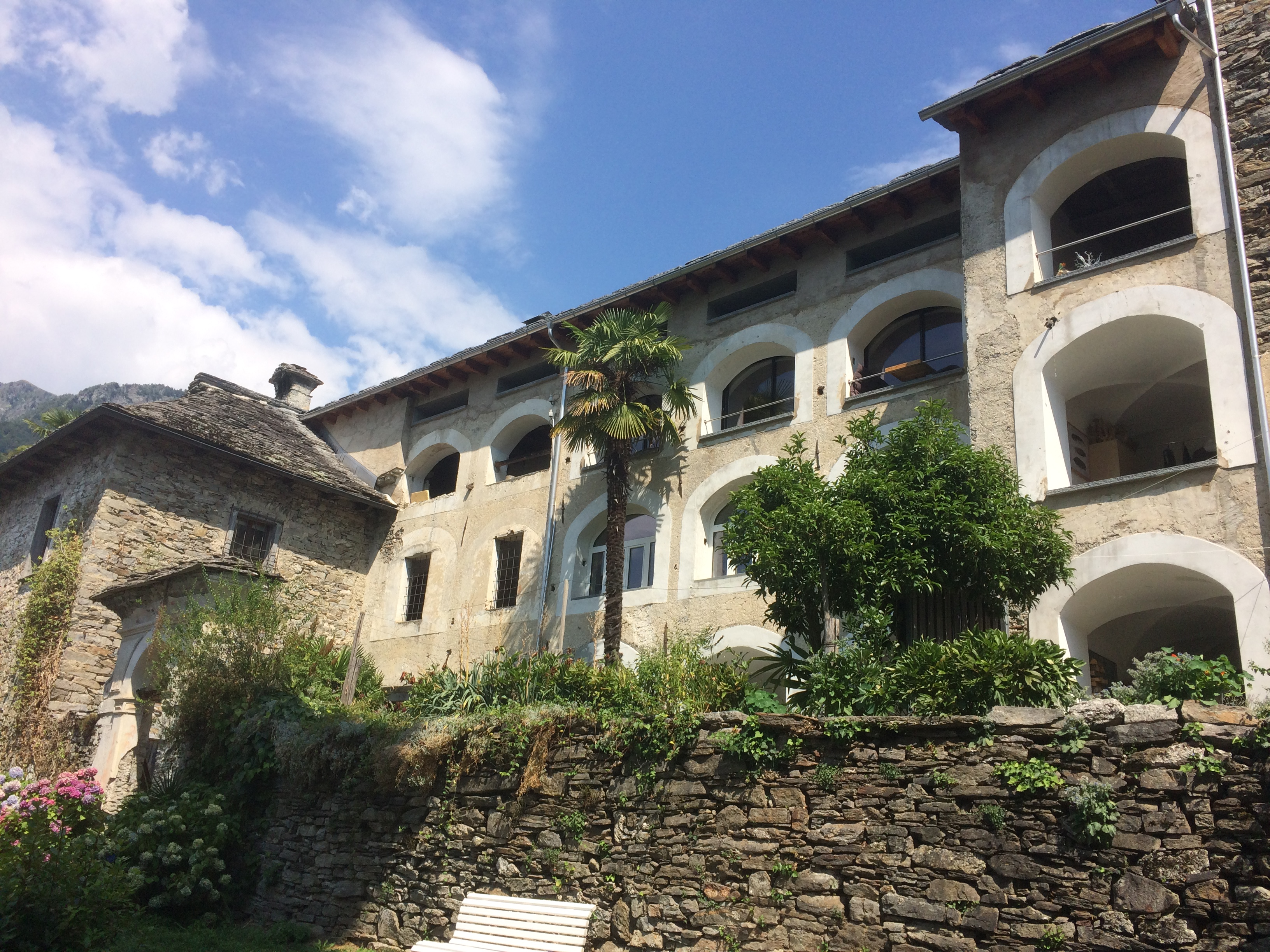
Barockes Wohnhaus

## Geschichte
Das Dorf bildete im Mittelalter zusammen mit Golino und Intragna eine Vicinia (Nachbarschaft), deren erste Statuten von 1365 stammen (revidiert 1469). Sie besass das Recht, einen Vertreter an den Rat der Pieve von Locarno zu delegieren.
Am 25. Oktober 2009 fusionierten die Gemeinden Intragna, Borgnone und Palagnedra zur neuen Gemeinde Centovalli. Intragna mit Golino und Verdasio bildet aber nach wie vor eine eigenständige Bürgergemeinde.

## Sehenswürdigkeiten
- Das Dorfbild ist im Inventar der schützenswerten Ortsbilder der Schweiz (ISOS) als schützenswertes Ortsbild der Schweiz von nationaler Bedeutung eingestuft.[2]
- Pfarrkirche Santi Giacomo maggiore und Cristoforo, erbaut 1578[3][4]
- Oratorium Madonna di Comino oder della Segna auf dem Monte di Comino (1176 M.u.M.)[3][4]
- Casa Tosetti (17. Jahrhundert)[3][4]
- Casa Cavalli, vormals Maggetti[3][4]
- Casa de Martini (1685)[3][4]